# Chmielowskie
Chmielowskie – część miasta Siewierz, w Polsce, położona w województwie śląskim, w powiecie będzińskim.
Chmielowskie leżą na południowo-zachodnim skraju miasta, i są morfologicznym przedłużeniem Tuliszowa. Rozpościerają się wzdłuż ulicy Jeziornej. Około 1 km na wschód od historycznej wsi Chmielowskie powstało Miasteczko Siewierz Jeziorna, którego pierwszą ulicę nazwano Chmielowskie.

## Historia
Chmielowskie to dawna wieś. Do połowy XIX wieku wchodziła w skład gminy Olkusko-Siewierskiej. W 1864 roku w wyniku podziału terytorialnego gminy Olkusko-Siewierskiej utworzono gminę Sulików, do której Chmielowskie należały do 1890 roku, kiedy to weszły w skład nowej gminy Siewierz. W latach 1867–1926 wchodziły w skład powiatu będzińskiego, a od 1927 zawierciańskiego. W II RP przynależały do woj. kieleckiego. 4 listopada 1933 gminę Siewierz  podzielono na sześć gromad. Kolonia Chmielowskie utworzyła gromadę o nazwie Chmielowskie w gminie Siewierz.
Podczas II wojny światowej włączone do III Rzeszy. Po wojnie gmina Siewierz przez bardzo krótki czas zachowała przynależność administracyjną, lecz już 18 sierpnia 1945 roku została wraz z całym powiatem zawierciańskim przyłączone do woj. śląskiego.
W związku z reformą znoszącą gminy jesienią 1954 roku, Chmielowskie weszły w skład nowej gromadę Przeczyce. 29 lutego 1956 z gromady Przeczyce wyłączono Chmielowskie, włączając je do gromady Siewierz w tymże powiecie.
1 stycznia 1958 gromadę Siewierz zniesiono w związku z nadaniem jej statusu osiedla, przez co Chmielowskie utraciły swoją samodzielność, stając się obszarem osiedlowym. 18 lipca 1962 Siewierz otrzymał status miasta, przez co Chmielowskie stały się obszarem miejskim.